# لياندرو كوستا ميراندا مورايس
لياندرو كوستا ميراندا مورايس (بالبرتغالية: Leandro Costa Miranda Moraes) (18 يوليو 1983 في أوبيرلانديا في البرازيل – )؛ هو لاعب كرة قدم سابق كان يلعب كمهاجم.

## وصلات خارجية
- لياندرو كوستا ميراندا مورايس على موقع رابطة كرة القدم اليابانية للمحترفين (اليابانية)
- لياندرو كوستا ميراندا مورايس على موقع دوري كوريا الجنوبية (الإنجليزية)
- لياندرو كوستا ميراندا مورايس على موقع قاعدة بيانات كرة القدم.إي يو (الإنجليزية)
- لياندرو كوستا ميراندا مورايس على موقع Soccerway.com (الإنجليزية)
- لياندرو كوستا ميراندا مورايس على موقع عالم كرة القدم.نت (الإنجليزية)